# Кавенчин-Сендзішовський
Кавенчин-Сендзішовський (пол. Kawęczyn Sędziszowski) — село в Польщі, у гміні Сендзішув-Малопольський Ропчицько-Сендзішовського повіту Підкарпатського воєводства.
Населення — 984 особи (2011).
У 1975-1998 роках село належало до Ряшівського воєводства.

## Демографія
Демографічна структура станом на 31 березня 2011 року:
|          | Загалом | Допрацездатний вік | Працездатний вік | Постпрацездатний вік |
| -------- | ------- | ------------------ | ---------------- | -------------------- |
| Чоловіки | 503     | 123                | 330              | 50                   |
| Жінки    | 481     | 110                | 278              | 93                   |
| Разом    | 984     | 233                | 608              | 143                  |